# Dinguiraye
Dinguiraye ist der Hauptort der Präfektur Dinguiraye in der Region Faranah in Guinea. Sie liegt an der Nationalstraße Nr. 30. Die Stadt ist bekannt für ihre gewaltige Moschee im Stil der lokalen Hütten, das berühmte Strohdach (vgl. Foto) wurde jedoch bei einer Renovierung in den frühen 1990er Jahren durch eine Betonkuppel ersetzt.

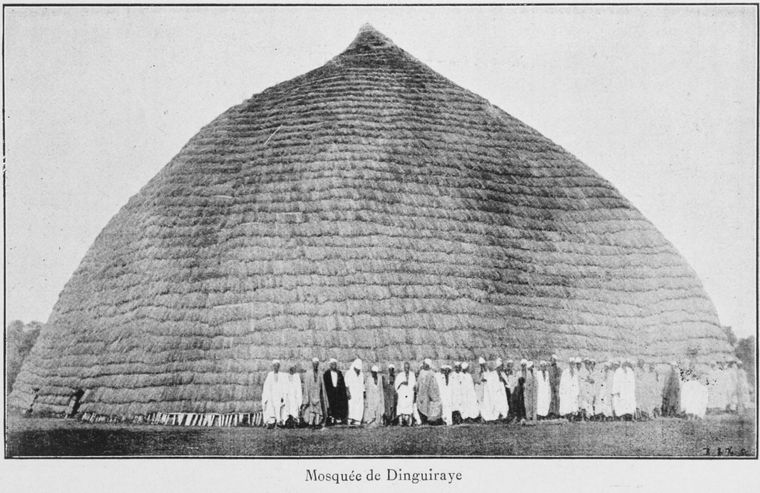
Die Moschee von Dinguiraye

Die Stadt spielte eine bedeutende Rolle in der westafrikanischen Geschichte, El Hadj Umar Tall machte Dinguiraye zum Ausgangspunkt seines Jihad in der Mitte des 19. Jahrhunderts. Sie ist immer noch ein wichtiger Pilgerort der Tidschaniyya-Bruderschaft.
Nahe der Stadt befinden sich umfangreiche Goldlagerstätten, die von der Societe Miniere de Dinguiraye ausgebeutet werden, außerdem wurden Platin-, Nickel- und Kobaltvorkommen entdeckt.

## Persönlichkeiten
- Saïdou Bokoum (* 1945), Schriftsteller